# Straight (jazz)
El término straight (literalmente, en inglés, derecho, recto o exacto) se utiliza en el mundo del jazz en referencia a una forma de tocar a la manera clásica, es decir, tal como está escrita en la partitura, sin ningún tipo de inflexión jazzística ni improvisaciones.
Especialmente en la época del swing, el término servía para indicar el carácter de las big bands, diferenciando entre las que tocaban straight, es decir, sin apenas espacio para improvisaciones, y que usualmente estaban dirigidas a públicos blancos para baile con un carácter más comercial, y las que no lo hacían. Diversos temas de jazz recogen esta expresión, entre ellos algunos tan conocidos como "Straight Ahead", de Count Basie, o "Straight no chaser" de Thelonious Monk.
También, en el argot musical, se utiliza "straight" como antónimo de "bolo" o concierto aislado de una sola noche. Straight, por el contrario, implica un contrato de varios días, normalmente una semana o más.